# Globba globulifera
Globba globulifera là một loài thực vật có hoa trong họ Gừng. Loài này được Gagnep. mô tả khoa học đầu tiên năm 1901.